# Otto Heß (Mediziner)
Otto Heß (* 27. Juni 1875 in Marburg; † 1955 in Bremen) war ein deutscher Arzt, Professor für Innere Medizin und Klinikdirektor.

## Biografie
Heß  war der Sohn eines Professors für Mathematik in Marburg. Er studierte Medizin an der Universität Marburg und war an der dortigen Universitätsklinik Marburg tätig. Er promovierte und  habilitierte 1907 in Marburg. Danach war er Krankenhausarzt in Posen. Im Ersten Weltkrieg war er von 1914 bis 1917 Chefarzt von Feldlazaretten.
1920 erfolgte seine Berufung in Bremen als Direktor der Krankenanstalt Bremen und deren medizinischen Klinik. 1933 blieb er im Amt, musste aber den starken Einfluss aus der Gesundheitspolitik der Nationalsozialisten hinnehmen. Ärzte aus seiner Klinik wurden aus politischen Gründen entlassen. Er trat zum 1. Mai 1933 der NSDAP bei (Mitgliedsnummer 3.075.281), verlor aber trotzdem sein Amt, das er bis 1938 noch kommissarisch wahrnahm. Sein Nachfolger als Ärztlicher Direktor der Krankenanstalt wurde Konrad Burchardi (NSDAP). Sein Nachfolger als Direktor der Medizinischen Klinik wurde am 1. Juni 1938 der Internist Professor Fritz Stroebe. Heß führte  1942 bzw. 1950 eine Praxis für Innere Krankheiten in Bremen, Bismarckstr.22.